# Bizarre Leprous Production
Bizarre Leprous Production est un label indépendant tchèque de grindcore. Il est fondé en 1996 par Roman Polacek, qui s'est spécialisé dans le metal et en particulier dans tout ce qui concerne le grindcore underground.

## Groupes et artistes
Les groupes et artistes qui sont sous contrat ou ont signé au label incluent notamment : Rompeprop, Sublime Cadaveric Decomposition, GUT, Pigsty, Splattered Mermaids (2007), Holocausto Canibal (2014),, Grindzilla, Neuro-Visceral Exhumation, Sick Sinus Syndrome, Pharmacist et Jig-Ai.